# Mausoleo imperiale di San Vittore al Corpo
Il mausoleo imperiale di San Vittore al Corpo fu un monumento funerario a pianta circolare della città romana di Mediolanum (la moderna Milano). Realizzato verso la fine del IV secolo nell'epoca in cui Mediolanum fu capitale dell'Impero romano d'Occidente (ruolo che ricoprì dal 286 d.C. al 402 d.C.) e situato fuori delle mura romane di Milano nei pressi di Porta Vercellina romana, accolse probabilmente le tombe della casata dell'imperatore Valentiniano. Secondo le liste episcopali medievali (X-XI secolo) all'interno del mausoleo imperiale vennero anche deposti i corpi dei primi vescovi milanesi Mirocle (313-314) e Protasio (343-344). Trasformato in cappella di San Gregorio tra il IX e il X secolo e annesso alla chiesa di San Vittore al Corpo, il mausoleo fu abbattuto nel XVI secolo in occasione della ricostruzione tardo-cinquecentesca della citata chiesa cristiana. 
L'area del mausoleo imperiale fu parzialmente scavata tra il 1950 e il 1953 e tra il 1960 e il 1977, quando furono riportate alla luce un recinto fortificato, un quarto del mausoleo e circa novanta sepolture a inumazione di alto livello, nella maggior parte cristiane e in piccola parte pagane. I resti del mausoleo imperiale sono visitabili nella moderna via Olivetani 3, nei sotterranei della chiesa di San Vittore al Corpo, mentre in via San Vittore 21, all'interno del monastero di San Vittore al Corpo, che ospita il Museo nazionale della scienza e della tecnologia Leonardo da Vinci, è possibile vedere ciò che resta del recinto fortificato che un tempo racchiudeva l'area del mausoleo imperiale.

## Storia

L'antica Milano romana (Mediolanum) sovrapposta alla Milano moderna. Il rettangolo più chiaro al centro, leggermente sulla destra, rappresenta la moderna piazza del Duomo, mentre il moderno Castello Sforzesco si trova in alto a sinistra, appena fuori dal tracciato delle mura romane di Milano. Al centro, indicato in rosso salmone, il foro romano di Milano, mentre in verde il palazzo imperiale romano di Milano

Quando Diocleziano decise di dividere l'Impero romano in due, scelse per sé l'Impero romano d'Oriente, con capitale Nicomedia, mentre il suo "collega" Massimiano si mise a capo dell'Impero romano d'Occidente scegliendo come residenza e capitale Mediolanum, la moderna Milano (286 d.C.). In questa occasione il nome della città fu cambiato in Aurelia Augusta Mediolanum. 
Mediolanum rimase capitale dell'Impero romano d'Occidente fino al 402 d.C., quando la corte imperiale fu trasferita a Ravenna, in quanto considerata più difendibile e meglio collegata a Costantinopoli. L'imperatore prese questa decisione dopo l'assedio di Milano del 402, che fu opera di Alarico, re dei Visigoti.
In epoca tardoantica, nell'epoca in cui Mediolanum fu capitale dell'Impero romano d'Occidente, vennero costruiti molti importanti edifici, tra cui il mausoleo imperiale, che venne innalzato a ovest della città, fuori delle mura romane di Milano, nei pressi di Porta Vercellina romana. In questa area (corrispondente all'attuale via San Vittore) erano originariamente presenti un cimitero ad martyres (cioè vi anche erano sepolti i cristiani martirizzati dalle persecuzioni romane) e, fin dal I secolo, un'antica e vasta necropoli pagana poi cristianizzata. 
È proprio dalla presenza di questa cimitero cristiano che deriva il richiamo "al Corpo" nel nome del mausoleo imperiale, della chiesa di San Vittore al Corpo e del monastero di San Vittore al Corpo. Non lontano dal mausoleo imperiale venne poi costruita la Basilica di Sant'Ambrogio, il cui nome originario paleocristiano fu Basilica Martyrum, con un richiamo al citato cimitero ad martyres.

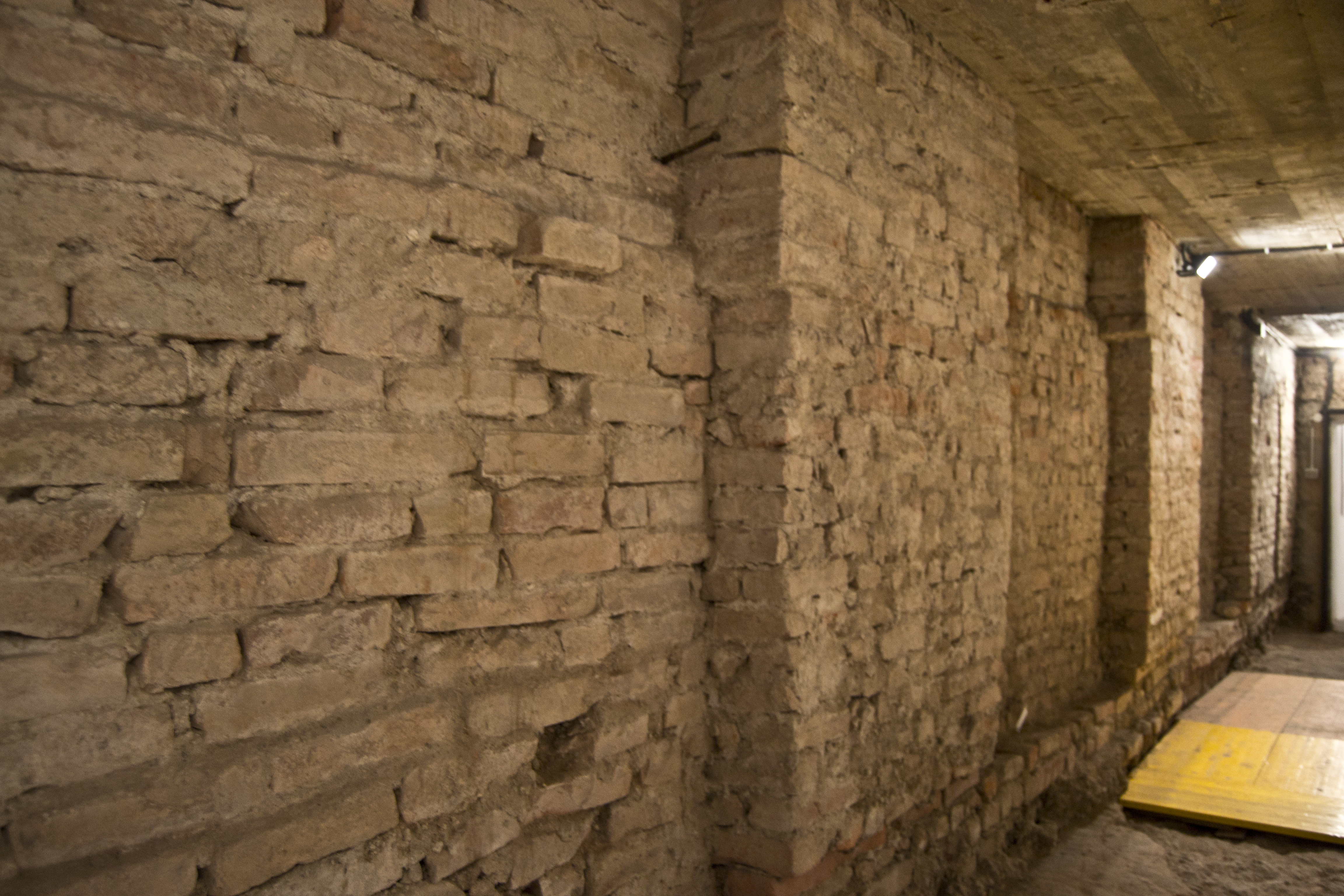
I resti del mausoleo imperiale, che si trovano nei sotterranei della chiesa di San Vittore al Corpo, in via San Vittore 25

Nella stessa zona dove era già presente la citata necropoli, alla fine del IV secolo, venne eretto un imponente recinto fortificato con pianta a ottagono schiacciato. Tale struttura incluse nel suo perimetro parte della preesistente necropoli e il sontuoso mausoleo imperiale di San Vittore al Corpo, divenendo così un luogo di sepoltura privilegiato, visto che accolse le tombe della casata dell'imperatore Valentiniano, gruppo familiare che regnò sull'Impero romano dal 364, con l'ascesa di Valentiniano I, al 472, con Anicio Olibrio, l'ultimo dei valentiniani al potere. 
In particolare, il mausoleo imperiale accolse le salme degli imperatori romani da Graziano (morto nel 383) a Valentiniano II (deceduto nel 392). Forse il mausoleo milanese ospitò anche la salma di Teodosio I (morto nel 395). Secondo alcune ipotesi, il mausoleo imperiale potrebbe essere stato pensato per ospitare le salme della famiglia dell'imperatore Massimiano, che fu al potere dal 286 al 305, quindi circa un secolo prima della casata di Valentiniano: il tal caso la realizzazione del mausoleo andrebbe anticipata all'inizio del IV secolo.
Molto probabilmente, in occasione della costruzione del mausoleo imperiale, venne edificata anche la basilica portiana, nome paleocristiano della chiesa di San Vittore al Corpo. Essa non era adiacente al mausoleo, ma venne costruita nei suoi pressi. Come consuetudine dell'epoca, gli antichi Romani realizzarono prima il mausoleo imperiale e la basilica, e solo successivamente il recinto fortificato che racchiudeva anche parte della necropoli e del cimitero. 
Secondo le liste episcopali medievali (X-XI secolo) all'interno del mausoleo imperiale vennero anche deposti i corpi dei primi vescovi milanesi Mirocle (313-314) e Protasio (343-344). Trasformato in cappella di San Gregorio tra il IX e il X secolo e annesso alla chiesa di San Vittore al Corpo, il mausoleo imperiale fu abbattuto nel XVI secolo in occasione della ricostruzione tardo-cinquecentesca della citata chiesa cristiana. 
L'area del mausoleo imperiale fu parzialmente scavata da Aristide Calderoni nel 1950 al 1953 e da Marco Mirabella Roberti tra il 1960 e il 1977, quando furono riportate alla luce il recinto fortificato, un quarto del mausoleo e circa novanta sepolture a inumazione di alto livello, nella maggior parte cristiane e in piccola parte pagane. Di queste prime indagini non si dispone però di un adeguato rendiconto scientifico che consenta un preciso riesame delle testimonianze archeologiche.

## L'edificio

Chiostro dell'ex Monastero di San Vittore al Corpo con al centro, contornati da una siepe, i resti del recinto fortificato che un tempo circondava l'area del mausoleo imperiale

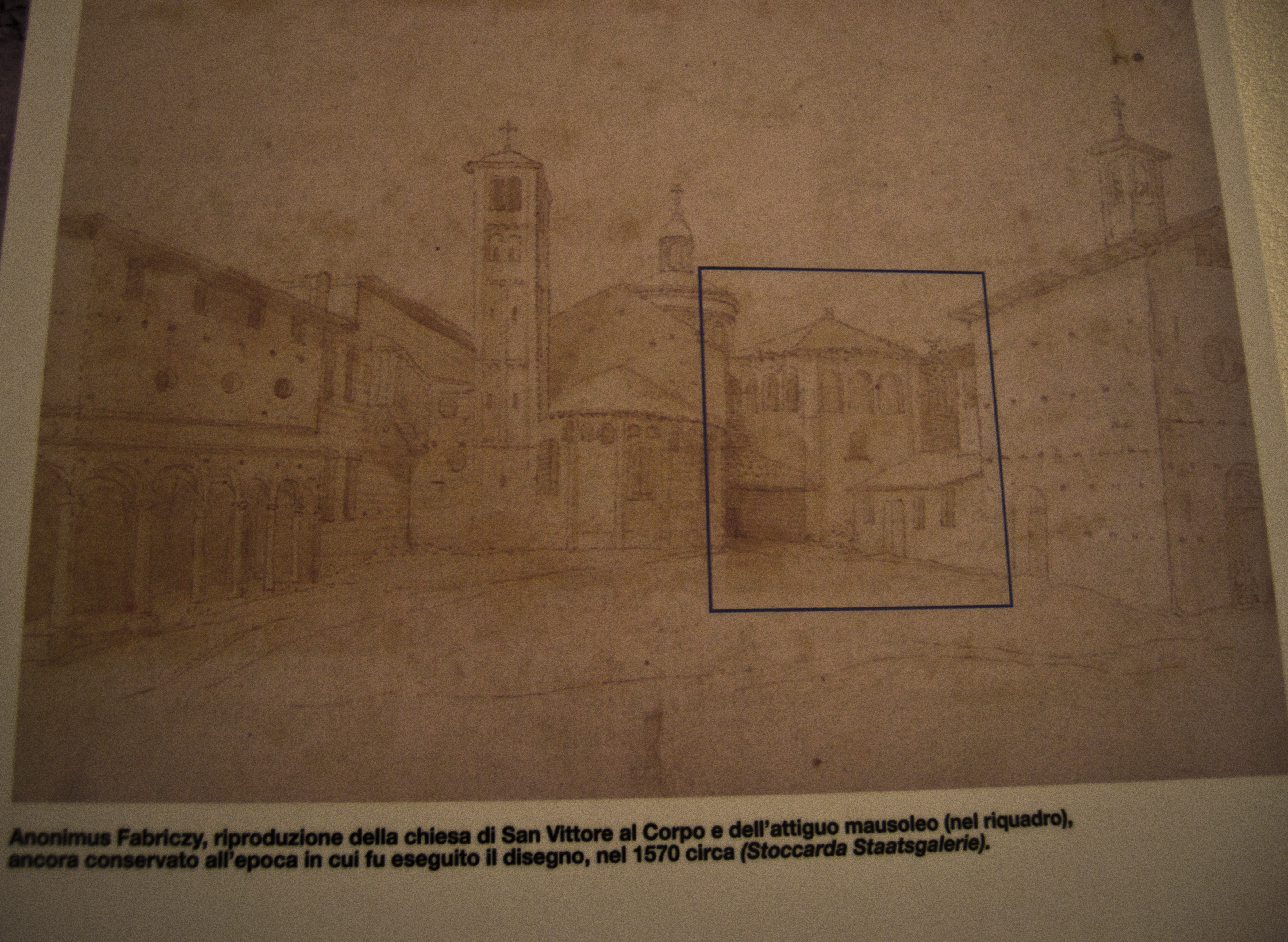
Disegno del 1570 della chiesa di San Vittore al Corpo con il mausoleo imperiale (riquadrato) ancora esistente

Il recinto fortificato sub-ottagonale, lungo internamente 132 e largo 100 metri, aveva lati lunghi 42/44 metri ed era dotato di torri semicircolari ai vertici. Il muro fuori terra, con pareti laterali in laterizio e nucleo in mattoni e ciottoli alternati a strati, era sorretto da fondazioni in conglomerato di malta e ciottoli. Il tratto di muro nord occidentale presentava all'interno nicchie affiancate da lesene, motivo forse presente anche negli altri lati della struttura. L'ingresso monumentale al recinto fortificato era collocato a sud-est ed era fiancheggiato da due torri.
Il recinto fortificato, verosimilmente posteriore ad alcune sepolture del IV secolo e al mausoleo imperiale, dovette avere lunga vita: in una pianta del 1814, tre dei suoi lati costituivano ancora confini di proprietà. All'interno di questo recinto fortificato era situato il mausoleo imperiale.
La piccola porzione del mausoleo imperiale indagata tra il 1953 e il 1960 consente tuttavia di restituirne la planimetria. Il mausoleo imperiale si presentava come un ottagono (lato di 7,5 metri) caratterizzato all'esterno sugli angoli da lesene a libro e all'interno da otto nicchie rettangolari e semicircolari alternate e divise da colonne: si tratta di una tipologia architettonica che richiama altri noti edifici milanesi (nello specifico, il battistero di San Giovanni alle Fonti e la cappella di Sant'Aquilino). 
Informazioni sull'alzato del mausoleo sono desumibili solo da una veduta di un disegnatore olandese di poco precedente alla demolizione (1570), in cui il mausoleo imperiale è rappresentato ancora nella sua posizione presso la chiesa di San Vittore al Corpo. Nel rilievo si nota inoltre l'indicazione di un secondo ordine con arcate cieche: questo dato suggerirebbe la presenza all'interno di gallerie superiori, di cui rende testimonianza anche lo scrittore milanese Giacomo Filippo Besta nel XVI secolo.
Dell'originario sontuoso apparato decorativo che caratterizzava l'interno del monumento fino alla sua demolizione restano pochissime tracce. Sappiamo che i pavimenti erano costituiti da lastre di marmo accostate con tecnica opus sectile, mentre la parte delle mura verticali interne che era appoggiata al pavimento era rivestita da uno zoccolo di marmo grigio. Le pareti interne del mausoleo imperiale dovevano essere impreziosite da tarsie di marmo e di vetro, mosaici, dipinti e da un intonaco dipinto.

## Resti

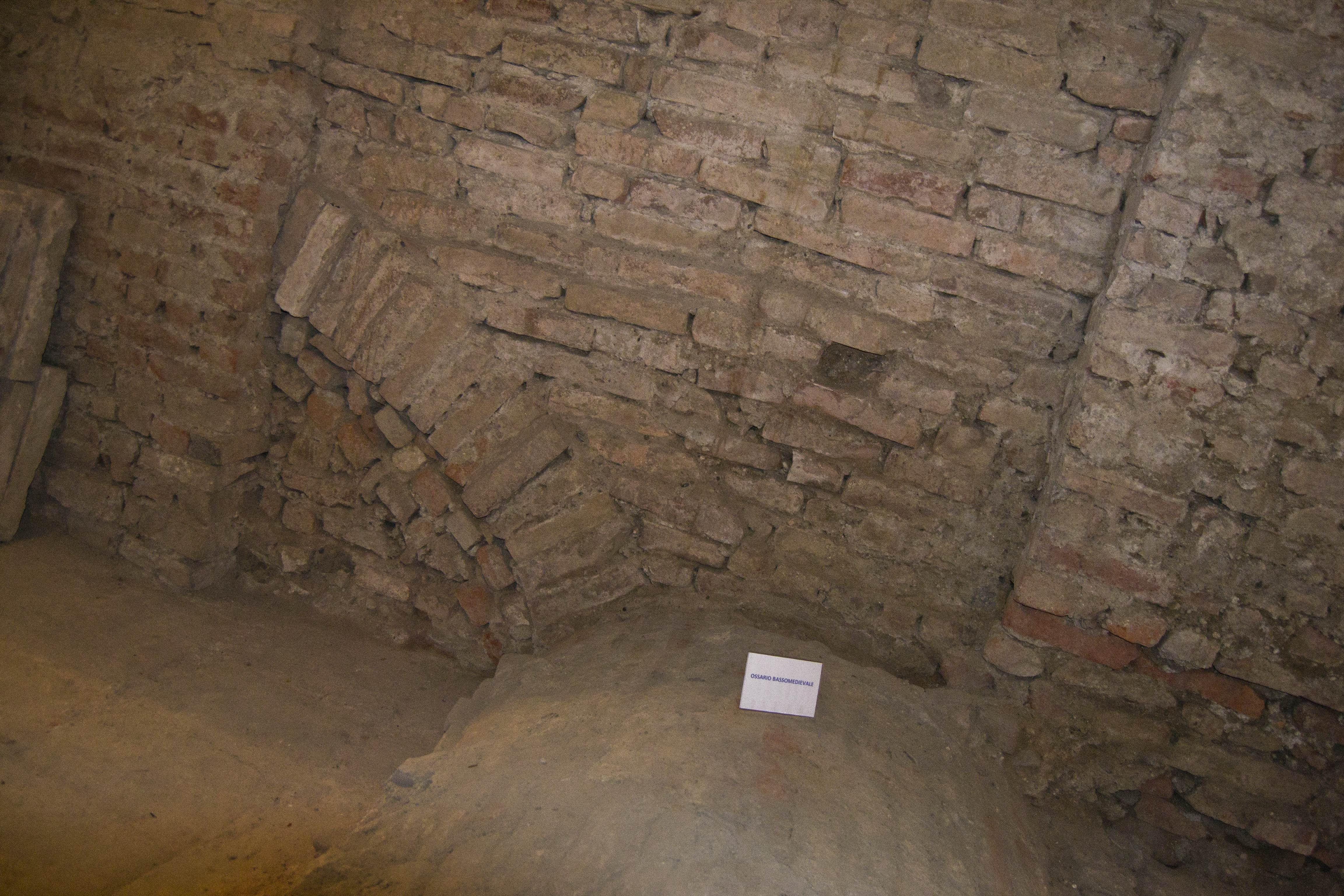
I resti del mausoleo imperiale, che si trovano nei sotterranei della chiesa di San Vittore al Corpo, in via San Vittore 25

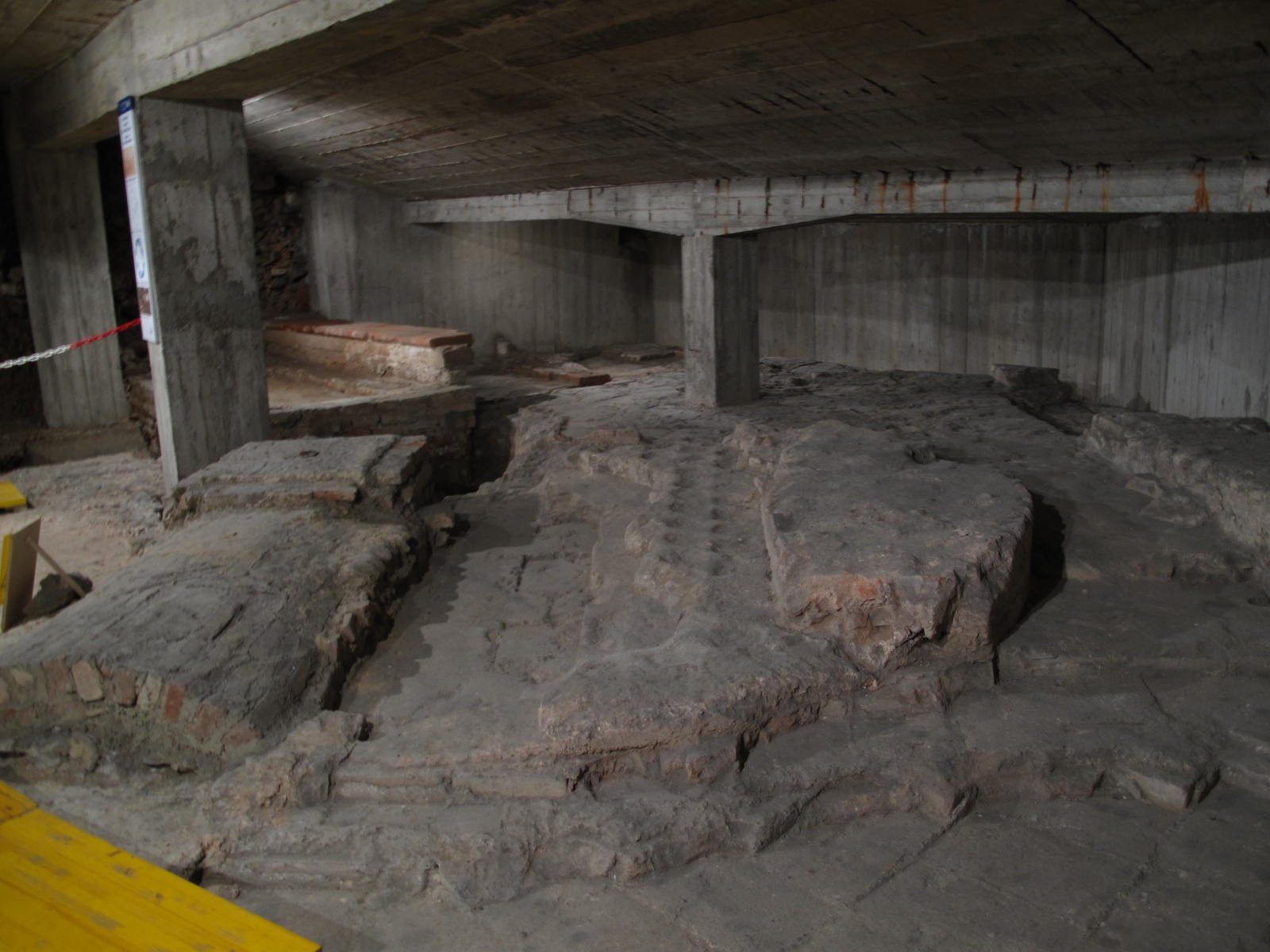
I resti del mausoleo imperiale, che si trovano nei sotterranei della chiesa di San Vittore al Corpo, in via San Vittore 25

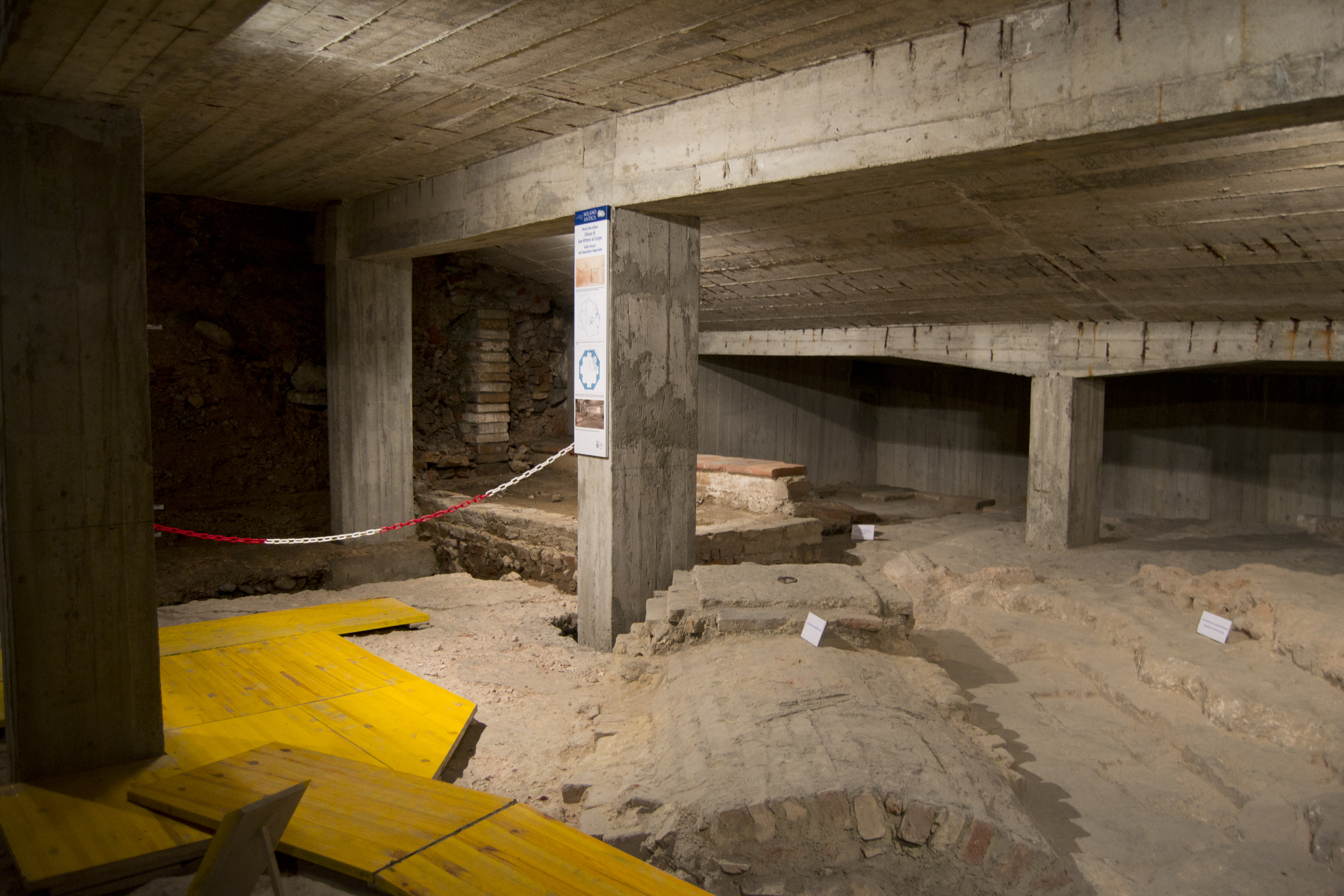
I resti del mausoleo imperiale, che si trovano nei sotterranei della chiesa di San Vittore al Corpo, in via San Vittore 25

Dell'antico mausoleo imperiale di Mediolanum sono giunti sino a noi pochi resti. Gli unici suoi resti si trovano nella moderna via San Vittore 25, nei sotterranei della chiesa di San Vittore al Corpo, che corrispondono a un quarto della superficie dell'antica struttura. Questo sito archeologico, che è visitabile da parte del pubblico con l'ingresso in via Olivatani 3, è costituito da due delle otto nicchie che un tempo ornavano le pareti interne del mausoleo imperiale e da una piccola porzione del pavimento in lastre di marmo.
In via San Vittore 21, all'interno del Monastero di San Vittore al Corpo, che ospita il Museo nazionale della scienza e della tecnologia Leonardo da Vinci, è possibile vedere ciò che resta del recinto fortificato che un tempo racchiudeva le aree del mausoleo imperiale e della necropoli. Nello specifico, questi resti sono costituiti da ciò che rimane delle due torri che fiancheggiavano l'ingresso del recinto fortificato, e dai resti di un tratto di muro del recinto stesso, quello verso sud-est. Il sito è liberamente visitabile da parte del pubblico. All'interno del museo, situate al piano terreno, è possibile vedere alcune antiche epigrafi della necropoli cristiana. Tra esse, è stata rinvenuta un'epigrafe che risale al 386 d.C. e che si riferisce alla sepoltura di un praesbyter di nome Probo, carica ecclesiastica seconda solo a quella di vescovo (l'epigrafe è stata rinvenuta nei pressi delle mura esterne del mausoleo imperiale a testimoniare l'importanza della persona sepolta): essa rappresenta il più antico documento databile con precisione della Milano cristiana. 
In via San Vittore 29 è presente un sito archeologico, non visitabile da parte del pubblico, che conserva il tratto nord-ovest del recinto fortificato. Si trova nel giardino dell'Istituto del Buon Pastore ed è costituito da un muro aventi nicchie larghe 3 metri a cui lati sono presenti resti di lesene pensili in laterizio. Questo tratto di muro era forse destinato a conservare sarcofagi oppure ad accogliere le mensae dei banchetti funebri. In questo sito archeologico sono state anche trovate tombe a cappuccina un tempo appartenenti all'antica necropoli.
L'elevato numero di tombe trovate documentano la grandezza della necropoli e del successivo cimitero cristiano, testimoniando la presenza di una vera e propria "cittadella dei morti". Durante gli scavi archeologici sono stati trovate sia tombe pagane che tombe cristiane, a volte provviste del corredo funebre.

## Mappa dettagliata di Mediolanum

Mappa dell'antica Milano romana (Mediolanum) (secoli III-V) con indicate le mura e le porte romane di Milano, il foro romano di Milano, il teatro romano di Milano, l'anfiteatro romano di Milano, il circo romano di Milano, l'area del palazzo imperiale romano di Milano (in rosa più tenue), la zecca romana di Milano, le terme Erculee, il mausoleo imperiale di Milano, la via Porticata con l'arco trionfale, i magazzini annonari romani di Milano (lat. horrea), il porto fluviale romano di Milano, i castelli romani di Milano e le basiliche paleocristiane di Milano